# Lac Pontchozero
Le Pontchozero (en russe : Пончозеро) est un lac de l'oblast de Mourmansk, en Russie, situé sur le cours du fleuve Oumba.

## Géographie
Le lac Pontchozero est long de 10 km pour une largeur moyenne de 3 km. Il est situé 25 km au nord de la commune urbaine d'Oumba sur la mer Blanche et environ 10 km au sud-est du lac Kanozero.